# Battaglia di Puente de Márquez
La battaglia di Puente de Márquez fu uno scontro armato avvenuto il 26 aprile 1829 nell'ambito delle guerre civili argentine tra un esercito unitario, comandato da Juan Lavalle, e uno composto da federales, guidato da Estanislao López e Juan Manuel de Rosas.
Lo scontro fu vinto dalle truppe federali, meno esperte ma più numerose rispetto a quelle nemiche; la battaglia segnò il declino di Lavalle, che aveva conquistato il potere con la forza a Buenos Aires pochi mesi prima, e diede impulso all'ascesa politica di Rosas, destinato a diventare per decenni l'uomo forte nella città rioplatense.

## Antefatti
Dopo che le dimissioni di Bernardino Rivadavia avevano dissolto il tentativo di dare un governo nazionale alle province argentine, a Buenos Aires fu eletto governatore il capo dei federales locali, Manuel Dorrego. L'alleanza tra gli esponenti unitaristi e l'esercito nazionale, in rivolta dopo la firma del trattato che poneva fine alla guerra argentino-brasiliana, portarono alla rivoluzione del 1º dicembre 1828, per mezzo della quale il generale Juan Lavalle depose Dorrego.
Il governatore deposto si rifugiò nelle campagne, dove si unì a Juan Manuel de Rosas, comandante delle milizie rurali. Lavalle non diede loro il tempo di organizzare la resistenza: il 9 dicembre calò al comando dei suoi veterani contro le inesperte truppe nemiche, sconfiggendole nella battaglia di Navarro. Mentre Rosas si rifugiò subito nella provincia di Santa Fe per porsi sotto la protezione del governatore Estanislao López, Dorrego fu invece catturato e fatto giustiziare da Lavalle.
Il vincitore di Navarro invase presto Santa Fe, ma López gli si oppose con astuzia, attuando una tattica di guerriglia anziché accettare lo scontro e portandolo in un pascolo di erba velenosa, dove Lavalle perse 600 cavalli. Dopo due mesi si trovò quindi costretto a ritirarsi verso Buenos Aires con le sue truppe fiaccate e prive di risorse; nel frattempo, infatti, le campagne attorno alla città si erano ribellate sotto l'impulso di caudillos minori e avevano sconfitto le due colonne dell'esercito mandate a sedare la rivolta. Il 3 aprile 1829 Lavalle si incontrò nelle campagne di Desmochados con il generale unitario José María Paz, che al comando di 2 000 veterani si apprestava a rovesciare il governo del governatore federale Juan Bautista Bustos a Córdoba; si dovette però rassegnare a vedere questa divisione, composta da soldati provenienti dalle province, partire verso la meta stabilita.

## La battaglia
López e Rosas si videro alla fine costretti ad approfittare dei vantaggi ottenuti sul campo: riunite le forze di Santa Fe con quelle delle campagne di Buenos Aires radunarono un esercito di più di 7 000 uomini e con questo si misero all'inseguimento di Lavalle. Quest'ultimo, da parte sua, aspettò i nemici in un posto che reputava difendibile, nei pressi di un ponte sul fiume chiamato allora Río de las Conchas.
Il 26 aprile 1829 ebbe inizio la battaglia. Le cariche dei veterani unitarios si infransero contro lo schieramento nemico, numericamente più grande. Dopo alcune ore di scontro, durante le quali la cavalleria di Lavalle si era sfibrata a portare inutili assalti, un'azione decisa dai federales riuscì a fare scappare i cavalli tenuti di riserva dal nemico. Consapevole ormai di non poter più raddrizzare la situazione, Lavalle ordinò la ritirata.

## Conseguenze
Dopo la battaglia, la situazione politica e militare di Lavalle andò precipitando: il generale rimase in pratica assediato a Buenos Aires, dove pure incontrava una forte opposizione. Costretto a tentare un accordo con Rosas, stipulò il 24 giugno il patto di Cañuelas, che fu però rigettato dagli esponenti della sua stessa fazione. Privo ormai di risorse, però, fu costretto a stipulare il 24 agosto un nuovo accordo, che prevedeva la formazione di un governo provvisorio con esponenti di entrambe le fazioni in lotta. In un clima per lui reso difficile dalle manovre degli uomini di Rosas e dalle stesse resistenze dei principali esponenti unitarios Lavalle si vide costretto ad abbandonare la città e a rifugiarsi a Montevideo. Il 6 dicembre 1829 Rosas fu nominato governatore della provincia di Buenos Aires.